# Plowmania nyctaginoides
Plowmania nyctaginoides är en potatisväxtart som först beskrevs av Standley, och fick sitt nu gällande namn av A.T. Hunziker och R. Subils. Plowmania nyctaginoides ingår i släktet Plowmania och familjen potatisväxter. Inga underarter finns listade i Catalogue of Life.